# Olmekstatyett

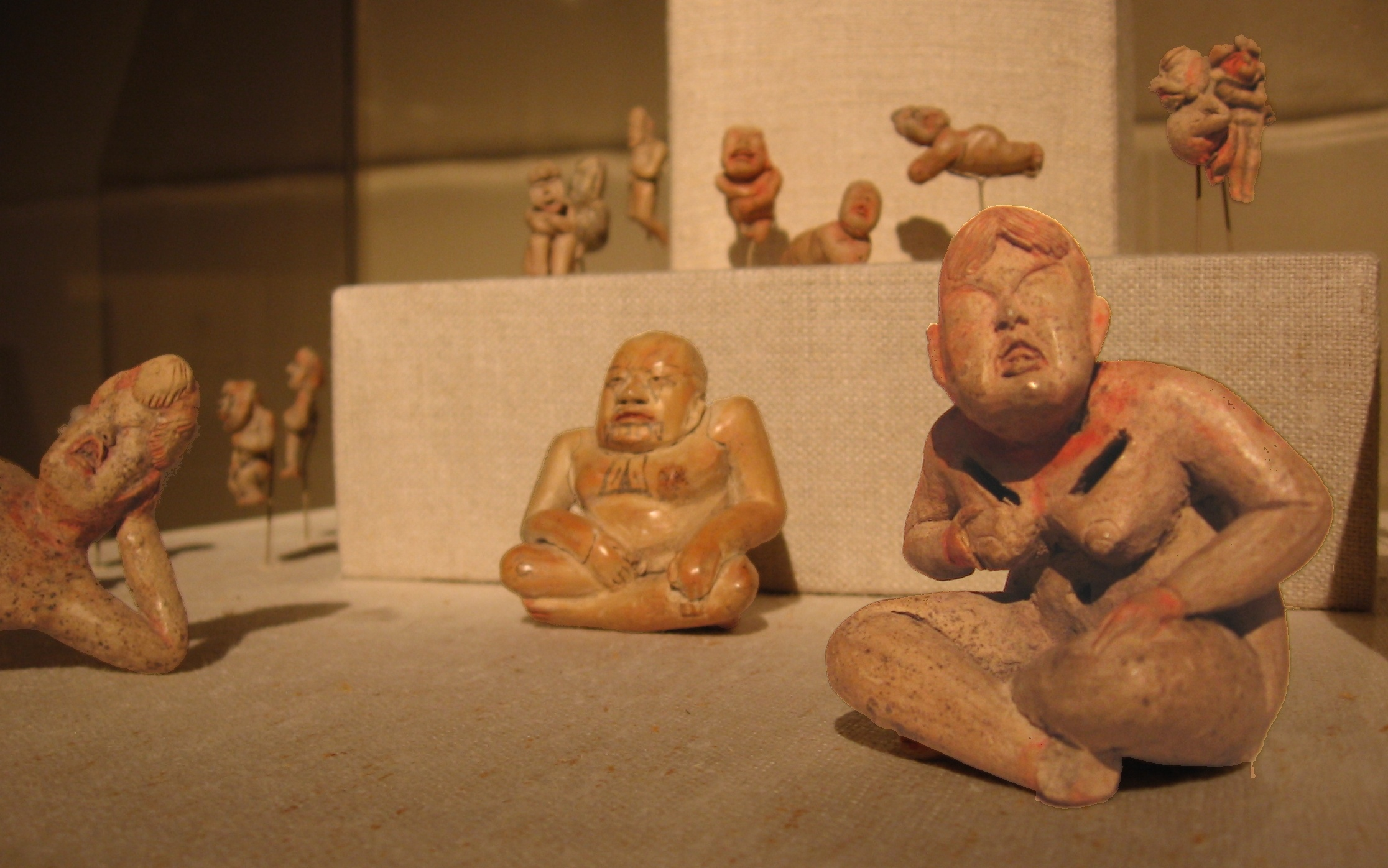
En samling keramiska olmekstatyetter från Metropolitan Museum of Art i New York. Puckelryggen i mitten av bilden är ungefär 7 centimeter hög.

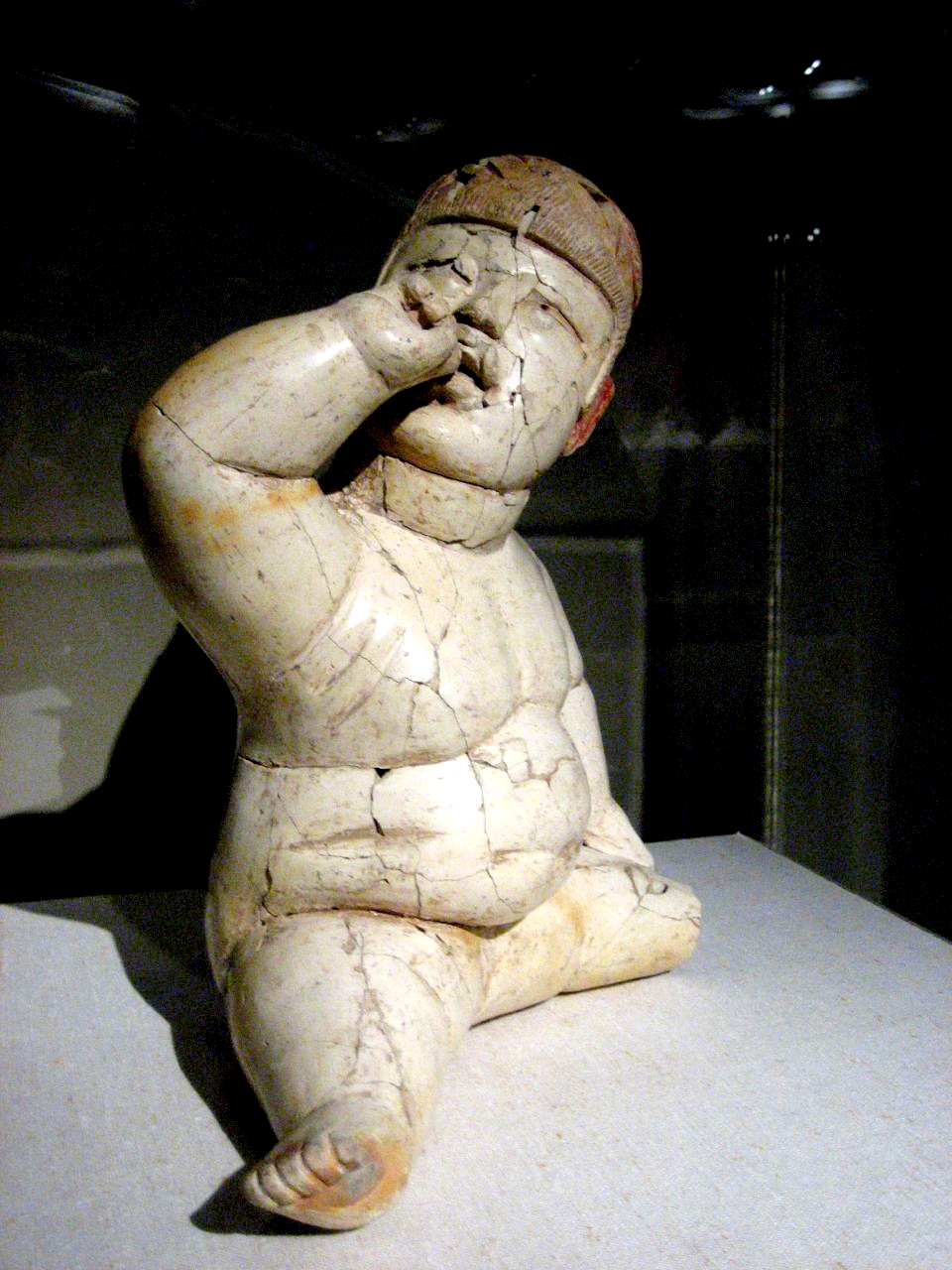
En statyett från Las Bocas i den mexikanska delstaten Puebla.

Olmekstatyetter är ett samlingsnamn för arketypiska statyetter som skapades under förcolumbiansk tid i Mesoamerika, företrädesvis av den kultur som fått namnet olmeker och som dominerade området vid Mexikanska golfen vid tiden för Mayas inträde på scenen runt 2000 f.Kr.

## Typer av statyetter
Fynd av olmekstatyetter daterade till tidsperioden 1000–500 f.Kr. har grävts fram i stora delar av Mesoamerika. Fynden har fördelat sig på åtminstone följande kategorier:
- Statyetter med babyansikte
- Avlånga män
- Var-jaguarer[a]
- Transformationer – andra kombinationer av människa och djur, till exempel ”var-örn”
- Naturalistiska statyetter – som avbildar människor
- Statyetter av dvärgar

## Statyetter med babyansikte
Statyetter med babyansikte är en unik del av den olmekiska kulturen. De hittas ofta vid platser som är influerade av olmekerna, även om de verkar vara begränsade till den tidiga olmekperioden och är i stort sett frånvarande i exempelvis La Venta.
Dessa keramiska figuriner är lätta att känna igen på deras knubbiga kroppar, det babyliknande slappa ansiktet, den nedåtvridna munnen och de pösigt slitsliknande ögonen. Huvudet är någorlunda päronformat, antagligen på grund av artificiell kraniedeformation. De har ofta en stramt sittande hjälm som liknar de som olmeker med kolossala huvuden bar. Statyetter med babyansikte är oftast nakna, men utan könsorgan. Deras kroppar är sällan återgivna med samma detalj som deras ansikten. 